# Nyeftyekamszk
Nyeftyekamszk (oroszul: Нефтекамск, baskír nyelven: Нефтекамa) város Oroszországban, Baskíriában.

## Népesség
- 2002-ben 129 740 lakosa volt, melyből 39 606 tatár, 37 773 orosz, 36 033 baskír, 12 173 mari, 1493 udmurt, 847 ukrán, 421 csuvas, 212 örmény, 194 fehérorosz, 188 német és 159 mordvin.
- 2010-ben 133 535 lakosa volt, melyből 41 701 tatár, 39 368 orosz, 34 136 baskír, 13 123 mari, 1687 udmurt, 630 ukrán, 364 csuvas, 156 fehérorosz és 105 mordvin.